# Élections législatives hongroises de 2018
Les élections législatives hongroises de 2018 se déroulent le 8 avril 2018 afin de renouveler pour quatre ans les 199 membres de l'Assemblée nationale de la Hongrie.
Avec une participation au plus haut depuis vingt ans, la coalition Fidesz-KDNP du Premier ministre sortant, Viktor Orbán, donnée grande favorite du scrutin, conserve la majorité absolue ainsi que la majorité qualifiée des deux tiers des sièges. Le scrutin est un échec important pour les principaux partis d'opposition, dont les chefs démissionnent dans la foulée.

## Contexte
Viktor Orbán est le Premier ministre sortant. En 2010 et 2014, il remporte largement les élections législatives, lui assurant un deuxième puis troisième mandat, après un premier effectué de 1998 à 2002 en coalition avec deux autres partis de centre droit. Lors de son troisième mandat, durant la crise migratoire en Europe, il s'oppose de façon virulente à l'accueil de migrants, ce qui lui assure le soutien d'une partie de la population. Pendant toute la législature, le Fidesz est donné en tête des intentions de vote.

## Mode de scrutin
La Hongrie est dotée d'un parlement monocaméral, l'Assemblée nationale, qui est composé de 199 députés élus pour un mandat de quatre ans selon un mode de scrutin parallèle. Sont ainsi à pourvoir 106 sièges au scrutin uninominal majoritaire à un tour dans autant de circonscriptions électorales, auxquels s’ajoutent 93 sièges pourvus au scrutin proportionnel plurinominal de liste avec seuil électoral de 5 % dans une unique circonscription nationale. Ce seuil passe à 10 % pour les listes présentées conjointement par deux partis et à 15 % pour les listes présentées par des coalitions de trois partis ou plus.
Le scrutin à la proportionnelle est dit « de compensation » car l'on ajoute aux suffrages recueillis sur les listes nationales les suffrages « fragmentaires » (töredékszavazat) du scrutin uninominal, c'est-à-dire ceux qui n'ont pas permis aux différentes forces de remporter des sièges dans les circonscriptions ainsi que toutes les voix des partis ayant remporté un siège qui ont dépassé le seuil nécessaire pour l'emporter, on effectue alors la répartition selon le scrutin proportionnel d'Hondt.
Depuis 2014, chacune des minorités ethniques de Hongrie a la possibilité de faire élire un député de manière facilitée grâce à un abaissement du seuil électoral, à la condition qu'ils s'enregistrent préalablement sur des listes électorales distinctes. Le siège est prélevé sur les 93 dédiés à la représentation proportionnelle si la liste en question franchit un seuil spécifique établit au quart du quotient inverse de ce total, soit {\displaystyle {\frac {1}{4\times 93}}={\frac {1}{372}}\approx 0.2688\%} du total des suffrages au scrutin de liste. Treize minorités sont concernées : les Arméniens, Bulgares, Croates, Allemands, Grecs, Polonais, Roms, Roumains, Ruthènes, Serbes, Slovaques, Slovènes et Ukrainiens. En pratique, seuls les communautés allemandes et roms sont suffisamment nombreuses pour espérer pouvoir atteindre ce seuil et obtenir un siège, si tant est qu'une part suffisante de leurs membres s'inscrivent sur les listes dédiées.

## Campagne

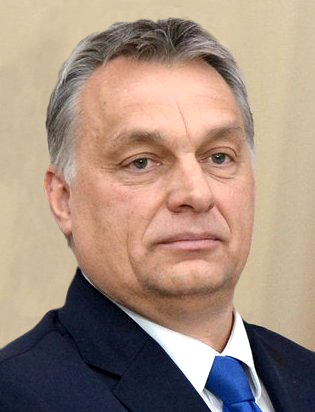
Viktor Orbán, Premier ministre sortant.

Le Fidesz axe sa campagne sur la lutte contre l'immigration clandestine, posant le terrorisme islamiste comme la conséquence de l’immigration de masse provoquée par la crise migratoire en Europe, transformant l’Europe de l’Ouest et la Scandinavie en zones de non-droit.
Durant la campagne, le Fidesz pâtit des déclarations de Kristóf Altusz, secrétaire d'État rattaché au ministère des Affaires étrangères, qui a affirmé dans un journal maltais que la Hongrie avait discrètement accueilli quelque 1 300 réfugiés en 2017.
Dans les circonscriptions qui élisent des députés à la majorité simple, plusieurs candidats se retirent afin de ne pas diviser les voix de l'opposition libérale face aux candidats de la majorité sortante. Les libéraux sont majoritaires dans de nombreux arrondissements de Budapest.
Pour de nombreux organes de presse, ces facteurs, associés le jour du scrutin à un taux de participation record au cours des vingt dernières années, laissaient présager un moindre résultat pour Viktor Orbán et le Fidesz. Pourtant, le Fidesz emporte à nouveau la majorité des deux-tiers, avec 48,9 % au scrutin de liste – soit quatre points de mieux qu'en 2014, tandis que le parti nationaliste Jobbik est stable avec 19,3 %,.
Selon Libération, le parti Jobbik, originellement classé à l’extrême droite, a fait campagne au centre. Au cours des années précédant le scrutin, le succès de sa stratégie de séduction des jeunes électeurs est remarquée,. Selon les études, cette part du vote des jeunes est cependant très variable : 53 % des 15-34 ans en avril 2016 selon le Magyar Tudományos Akademia Politikatudományi Intézet ; respectivement 27 % et 29 % chez les 18-24 et 25-44 ans en décembre 2016 d'après Republikon), pour une moyenne nationale d'environ 20 %,.
Lajos Simicska, l'homme d'affaires et de médias qui fut le trésorier du Fidesz et l'allié d'Orban, s'est retourné contre lui lors des dernières années et soutient désormais le Jobbik. En riposte, le gouvernement Orban a ordonné aux entreprises publiques de cesser toute publicité et tout abonnement[Quoi ?][réf. nécessaire]

## Sondages

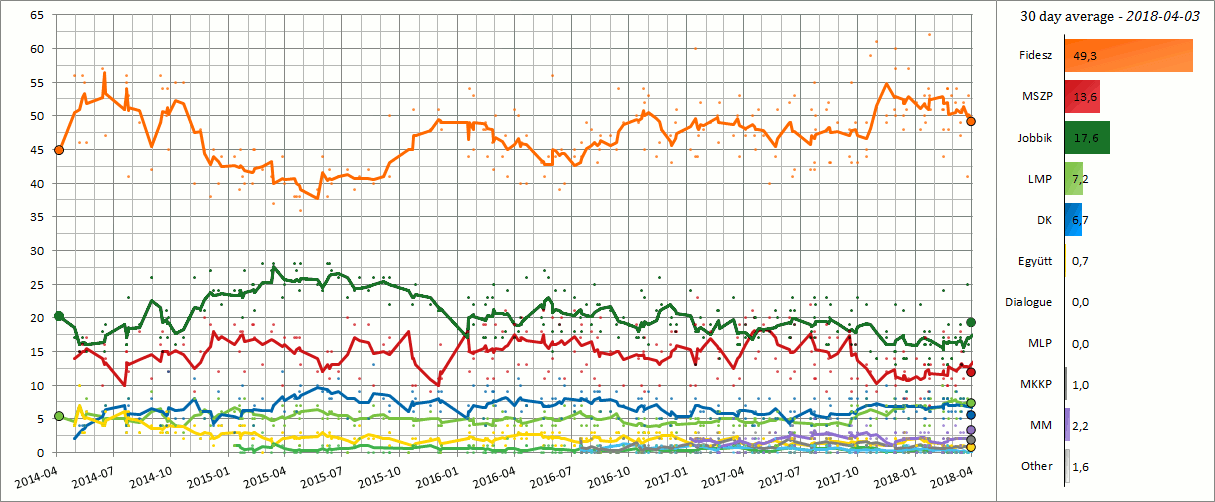
Moyenne lissées des sondages électoraux par parti des élections de 2014 à celles de 2018.

## Forces en présence
| Partis | Partis                                                                  | Positionnement et idéologie                                                                 | Chef de file                    | Sièges en 2014 |
| ------ | ----------------------------------------------------------------------- | ------------------------------------------------------------------------------------------- | ------------------------------- | -------------- |
|        | Fidesz-Union civique hongroise Fidesz – Magyar Polgári Szövetség        | Droite à extrême droite National-conservatisme, démocratie chrétienne, conservatisme social | Viktor Orbán (Premier ministre) | 133 députés    |
|        | Parti socialiste (MSZP) Szocialista Párt                                | Centre gauche Social-démocratie, social-libéralisme                                         | Gyula Molnár                    | 29 députés     |
|        | Jobbik                                                                  | Droite à extrême droite Ultranationalisme, irrédentisme, protectionnisme, isolationnisme    | Gábor Vona                      | 23 députés     |
|        | La politique peut être différente (LMP) Lehet Más a Politika            | Centre Écologie politique                                                                   | András Schiffer                 | 5 députés      |
|        | Coalition démocratique (DK) Demokratikus Koalíció                       | Centre gauche Social-libéralisme, europhilie                                                | Ferenc Gyurcsány                | 4 députés      |
|        | Ensemble Együtt                                                         | Centre Social-libéralisme, europhilie                                                       | Péter Juhász                    | 3 députés      |
|        | Mouvement Momentum (MM) Momentum Mozgalom                               | Centre Libéralisme, conservatisme, europhilie                                               | András Fekete-Győr              | Nouveau        |
|        | Dialogue pour la Hongrie (PM) Párbeszéd Magyarországért                 | Centre gauche Écologie politique, europhilie, féminisme                                     | Gergely Karácsony Tímea Szabó   | 1 député       |
|        | Parti libéral hongrois (MLP) Magyar liberális párt                      | Centre à centre droit Libéralisme, europhilie                                               | Gábor Fodor                     | 1 député       |
|        | Parti hongrois du chien à deux queues (MKKP) Magyar Kétfarkú Kutya Párt | Parti parodique Absurdisme, satire                                                          | Gergely Kovács                  | Nouveau        |

## Participation
Les 10 285 bureaux de vote du pays ouvrent le dimanche matin à six heures. La participation est rapidement notée comme très élevée. Les autorités la décomptent à 68,13 % à 18 h 30 contre 54,4 % à la même heure lors des précédentes élections. Devant l'importance des files d'attente, certains bureaux de vote, censés fermer à 19 heures, restent ouverts jusqu'à 21 h 30. Selon plusieurs instituts de sondage, la forte participation augmente la probabilité que les résultats divergent de ceux qu'ils avaient prédits.

## Résultats

### National
|                           |                                                  |                                                  |                    |                    |                    |                    |                 |                 |                 |                 |               |               |
| Partis                    | Partis                                           | Partis                                           | Scrutin uninominal | Scrutin uninominal | Scrutin uninominal | Scrutin uninominal | Proportionnelle | Proportionnelle | Proportionnelle | Proportionnelle | Total         | +/-           |
| Partis                    | Partis                                           | Partis                                           | Voix               | %                  | Sièges             | +/-                | Voix            | %               | +/-             | Sièges          | Total         | +/-           |
|                           |                                                  | Fidesz-Union civique hongroise (Fidesz)          | 2 636 201          | 47,89              | 91                 | 5                  | 2 824 551       | 49,27           | 4,40            | 42              | 117           | en stagnation |
|                           | Parti populaire démocrate-chrétien (KDNP)        | 16                                               | 2 636 201          | 47,89              | 91                 | 5                  | 2 824 551       | 49,27           | 4,40            | 42              | en stagnation |               |
| Total Fidesz-KDNP         | Total Fidesz-KDNP                                | 133                                              | 2 636 201          | 47,89              | 91                 | 5                  | 2 824 551       | 49,27           | 4,40            | 42              | en stagnation |               |
|                           | Jobbik                                           | Jobbik                                           | 1 276 840          | 23,20              | 1                  | 1                  | 1 092 806       | 19,06           | 1,16            | 25              | 26            | 3             |
|                           | Liste commune MSZP-PM                            | Liste commune MSZP-PM                            | 622 458            | 11,31              | 8                  | en stagnation      | 682 701         | 11,91           | 13,66           | 12              | 20            | 9             |
|                           | La politique peut être différente (LMP)          | La politique peut être différente (LMP)          | 312 731            | 5,68               | 1                  | 1                  | 404 429         | 7,06            | 1,72            | 7               | 8             | 3             |
|                           | Coalition démocratique (DK)                      | Coalition démocratique (DK)                      | 348 176            | 6,33               | 3                  | 2                  | 308 161         | 5,38            | -               | 6               | 9             | 5             |
|                           | Mouvement Momentum (MM)                          | Mouvement Momentum (MM)                          | 75 033             | 1,36               | 0                  | en stagnation      | 175 229         | 3,06            | Nv.             | 0               | 0             | en stagnation |
|                           | Parti hongrois du chien à deux queues (MKKP)     | Parti hongrois du chien à deux queues (MKKP)     | 39 763             | 0,72               | 0                  | en stagnation      | 99 414          | 1,73            | Nv.             | 0               | 0             | en stagnation |
|                           | Ensemble (Együtt)                                | Ensemble (Együtt)                                | 58 591             | 1,06               | 1                  | en stagnation      | 37 562          | 0,66            | -               | 0               | 1             | 2             |
|                           | Minorité allemande (MNOÖ)                        | Minorité allemande (MNOÖ)                        |                    |                    |                    |                    | 26 477          | 0,46            | 0,23            | 1               | 1             | 1             |
|                           | Parti ouvrier hongrois (MM)                      | Parti ouvrier hongrois (MM)                      | 13 613             | 0,25               | 0                  | en stagnation      | 15 640          | 0,27            | 0,31            | 0               | 0             | en stagnation |
|                           | Parti de la famille (CSP)                        | Parti de la famille (CSP)                        | 9 839              | 0,18               | 0                  | en stagnation      | 10 641          | 0,19            | Nv.             | 0               | 0             | en stagnation |
|                           | Parti hongrois de la justice et de la vie (MIÉP) | Parti hongrois de la justice et de la vie (MIÉP) | 6 897              | 0,13               | 0                  | en stagnation      | 8 712           | 0,15            | 0,11            | 0               | 0             | en stagnation |
|                           | Parti de la santé et du sport (SEM)              | Parti de la santé et du sport (SEM)              | 5 523              | 0,10               | 0                  | en stagnation      | 7 309           | 0,13            | 0,12            | 0               | 0             | en stagnation |
|                           | Minorité rom (ORÖ)                               | Minorité rom (ORÖ)                               |                    |                    |                    |                    | 5 703           | 0,10            | -               | 0               | 0             | en stagnation |
|                           | Autres partis                                    | Autres partis                                    | 43 256             | 0,78               | 0                  | en stagnation      | 32 948          | 0,57            | –               | 0               | 0             | en stagnation |
|                           | Indépendants                                     | Indépendants                                     | 55 612             | 1,00               | 1                  | 1                  |                 |                 |                 |                 | 1             | 1             |
|                           |                                                  |                                                  |                    |                    |                    |                    |                 |                 |                 |                 |               |               |
| Suffrages exprimés        | Suffrages exprimés                               | Suffrages exprimés                               | 5 504 530          | 98,92              |                    |                    | 5 732 283       | 98,97           |                 |                 |               |               |
| Votes blancs et invalides | Votes blancs et invalides                        | Votes blancs et invalides                        | 59 880             | 1,08               | 59 585             | 1,03               |                 |                 |                 |                 |               |               |
| Total                     | Total                                            | Total                                            | 5 564 410          | 100                | 106                | en stagnation      | 5 791 868       | 100             | –               | 93              | 199           | en stagnation |
| Abstentions               | Abstentions                                      | Abstentions                                      | 2 747 763          | 33,06              |                    |                    | 2 515 905       | 30,27           |                 |                 |               |               |
| Inscrits/Participation    | Inscrits/Participation                           | Inscrits/Participation                           | 8 312 173          | 66,94              | 8 312 173          | 69,73              |                 |                 |                 |                 |               |               |

Résultats selon le positionnement gauche / droite :
| Majorité absolue |     |    |    |             |        |
| ↓                |     |    |    |             |        |
| 20               | 8   | 9  | 3  | 133         | 26     |
| MSZP-PM          | LMP | DK | I. | Fidesz-KDNP | Jobbik |

## Analyse et conséquences
La participation, plus forte que prévu et initialement considérée comme pouvant être défavorable au Fidesz, lui apporte finalement une large victoire avec des résultats plus élevés qu'attendus.
La coalition Fidesz-KDNP du Premier ministre sortant, Viktor Orbán, conserve ainsi la majorité qualifiée des deux tiers du parlement, ce qui lui assure de pouvoir continuer à modifier la constitution hongroise sans nécessairement passer par la voie référendaire.
À Budapest, Viktor Orbán s'adresse à une foule de ses partisans en liesse,,, leur demandant d'être humbles dans la victoire. Il remercie « les Hongrois qui ont prié pour nous et prié pour moi », la diaspora hongroise d'avoir aidé « à défendre la mère patrie », ainsi que le gouvernement polonais, qu'il qualifie d'ami de la Hongrie. Il parle également des résultats comme d'une chance que la population hongroise vient de se donner pour défendre la Hongrie, affirmant qu'elle n'est « pas encore là où elle veut être, mais s'est engagée dans la voie ».
Dans la nuit suivant le scrutin, le dirigeant du Jobbik, Gábor Vona, celui du Parti socialiste, Gyula Molnár, celle de La politique peut être différente, Bernadett Szél, et celui de Ensemble, Péter Juhász, reconnaissent leur défaite et annoncent leur démission.
Le lendemain, Viktor Orbán reçoit les félicitations de la chancelière allemande, Angela Merkel, du président du Conseil polonais, Mateusz Morawiecki, et du président du Conseil européen, Donald Tusk. Ce dernier assortit néanmoins ses félicitations d'un appel au respect des « valeurs européennes ».